# Sophie Bruneau
Pour les articles homonymes, voir Bruneau.
Sophie Bruneau, née en Belgique en 1967, est une scénariste, productrice, réalisatrice et enseignante.

## Filmographie
- 1993 : Pêcheurs à cheval
- 1999 : Pardevant notaire
- 2002 : Arbres
- 2005 :  Ils ne mouraient pas tous mais tous étaient frappés
- 2005 : Mon diplôme c'est mon corps
- 2009 : Terre d'usage
- 2011 : La maison Santoire
- 2011 : Madame Jean
- 2014 : Devil's Rope
- 2014 : Animal on est mal
- 2014 : L'Amérique Fantôme
- 2017 : Rêver sous le Capitalisme
- 2017: L'esprit et les mains
- 2021: Cezanne
- 2022: Le jour de sortie

## Distinctions
- 2014 : Sélections à Dok Leipzig (compétition internationale), Full Frame Documentary Film festival (US), Edoc (Ecuador), Docville (Leuven), Festival International Jean Rouch[2], International frauenfilmfestival (Germany, Il Fronteira international Documentary & Expérimental (Buenos Aires), etc., et prix du jury à Filmer à tout prix (Bruxelles) pour le film Devil's Rope (La corde du Diable)